# Limitanei
Els limitanei eren unes unitats militars de l'exèrcit romà que es van formar durant el Baix Imperi. Tenien com a principal funció la protecció de les fronteres (Limites romani), i s'ocupaven sobretot d'aturar les tropes bàrbares fins a l'arribada de tropes més ben equipades, com ara els comitatenses. Les fronteres sovint coincidien amb el curs d'algun riu i se'ls anomenava també riparii o ripenses ('riberencs').

## Origen
Els limitanei es van constituir en temps de l'emperador Dioclecià, quan va fer les reformes administratives, econòmiques i militars de l'Imperi. Sembla però que va ser Constantí el Gran el que va desenvolupar aquest tipus de tropa.
L'any 363 es troba la primera menció escrita de l'existència d'aquest cos militar. La seva forma de vida era segurament més precària que la d'altres tropes, degut a la seva situació fronterera, amb pocs serveis i amb freqüents atacs per part dels pobles germànics i altres bàrbars. Si no s'havien de defensar dels atacs, vigilaven el seu territori i les vies i carreteres, i feien funcions de policia. Als territoris on no hi havia conflicte o sense fronteres amb els bàrbars pràcticament no hi tenien presència. Es relacionaven amb les poblacions locals i comerciaven i feien vida social amb elles, cosa que afeblia el seu caràcter militar. Quan va caure l'Imperi Romà d'Occident van seguir les seves funcions amb l'Imperi Romà d'Orient.